# Кабасу, Бабо
Бабо Кабасу (фр. Babo Kabasu; 4 марта 1950, Бельгийское Конго) — заирский футболист, защитник.

## Биография
В 1974 году выступал за заирский клуб из Киншасы «Билима», который сейчас называется «Дрэгонз».
Выступал за национальную сборную Заира. В 1974 году главный тренер Заира Благоя Видинич вызвал Кабасу на чемпионат мира, который проходил в ФРГ и стал первым мундиалем для Заира в истории. Бабо был заявлен под 11 номером. В своей группе команда заняла последнее 4 место, уступив Шотландии, Бразилии и Югославии. Кабасу на турнире не провёл ни одного матча.
Участник Кубка африканских наций 1976 в Эфиопии. На турнире он забил 1 гол в ворота сборной Нигерии. Заир по итогам группового турнира занял 4 место, уступив Судану, Нигерии и Марокко.
Всего за сборную Заира провёл 3 матча и забил 1 гол.